# آل عبد امبى سريع

تعديل مصدري - تعديل

آل عبد امبى سريع هي إحدى قرى عزلة جيشان بمديرية جيشان التابعة لمحافظة أبين، بلغ تعداد سكانها 25 نسمة حسب تعداد اليمن لعام 2004.